# Curtiss-Wright
La Curtiss-Wright Corporation (NYSE: CW), al final de la Segunda Guerra Mundial, era el mayor fabricante de aviones de Estados Unidos, pero ha evolucionado para convertirse en un fabricante de componentes, especializado en actuadores, controles, válvulas y tratamiento de metales.

## Historia

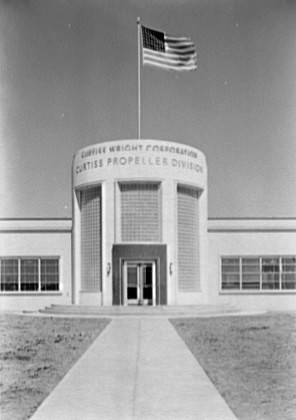
Curtiss-Wright en Caldwell, Nueva Jersey, en 1941.

Curtiss-Wright fue creada el 5 de julio de 1929, al fusionar 12 compañías asociadas con Curtiss Aeroplane and Motor Company de Buffalo, New York, y Wright Aeronautical de Dayton, Ohio, estableciendo la sede en Buffalo, New York. Con un capital de $75 millones, fue la compañía de aviación más grande de Estados Unidos.
Contaba con tres divisiones principales: La División de Aviones Curtiss-Wright (Curtiss-Wright Airplane Division), la cual fabricaba fuselajes, la Corporación Wright Aeronautical (Wright Aeronautical Corporation), dedicada a producir motores aeronáuticos; y la División de Hélices Curtiss-Wright (Curtiss-Wright Propeller Division), cuya actividad era la fabricación de hélices de aviación. Después de 1929, muchos motores producidos por la nueva compañía fueron conocidos como Wright, mientras que los aviones llevaban el nombre de Curtiss, con algunas excepciones.
En toda la década de 1930, Curtiss-Wright diseñó y construyó aviones para los mercados militar, comercial y privado. Pero fue la División de motores y su larga relación con las fuerzas armadas de USA la que ayudaron a la compañía durante los años de la Gran Depresión. En 1937, la compañía desarrolló el caza P-36, siendo la mayor compra hecha por el Army Air Corps en tiempo de paz. Curtiss-Wright también vendió el P-36 en el extranjero, siendo utilizados en los primeros días de la Segunda Guerra Mundial.
Durante la Segunda Guerra Mundial, Curtiss-Wright empleó a 180.000 trabajadores y produjo 146.000 hélices de avión, 280.000 motores aeronáuticos, y más de 29.000 aviones. Durante este periodo, se convirtió en la segunda compañía más grande de Estados Unidos, con ingresos anuales de más de $1 millardo por dos años consecutivos (superada solo por General Motors).[cita requerida]
La producción de aviones incluía al menos 14.000 cazas P-40, que se hicieron famosos al ser usados por los Tigres Voladores de Claire Chennault en China, más de 3.000 transportes Curtiss C-46 Commando, y al final de la guerra, más de 7000 SB2C Helldiver. Su éxito más destacado fue el caza P-40, conocido también como Tomahawk, Kittyhawk y Warhawk, de los cuales cerca de 14.000 fueron producidos entre 1940 y 1944 en la planta principal en Buffalo, Nueva York. La mayor producción de aviones fue en Buffalo, con otras plantas de producción de fuselajes en Columbus, Ohio, San Luis, Misuri y Louisville, Kentucky. Los motores y las hélices eran fabricados en las plantas de New Jersey, Pennsylvania, y Ohio.
En mayo de 1942, el Gobierno de Estados Unidos asignó a Curtiss-Wright una fábrica para producción de defensa para construir aviones en tiempo de guerra, con el objetivo de fabricar el avión de carga C-76 Caravan, el cual utilizaba principalmente madera en su estructura, un material no estratégico. Sin embargo, después de los problemas con el C-76 (incluyendo un accidente con un modelo de producción a mediados de 1943), así como también la insuficiente producción de aleaciones de aluminio de uso aeronáutico que podían estar disponibles en tiempos de guerra, los planes para una producción a gran escala del C-76 fueron rechazados. La planta de Louisville fue reconvertida para producir el C-46 Commando, entregando 438 Commando para completar los cerca de 2.500 C-46s producidos en Buffalo. El carguero C-46 poseía dos potentes motores radiales, y podía llevar más carga a altitudes más altas que cualquier otro avión aliado. Fue ampliamente usado en el teatro China-Burma-India.
Curtiss-Wright no pudo adaptarse al diseño y producción de aviones de reacción, a pesar de sus varios intentos. Durante la guerra, la empresa no hizo las inversiones necesarias en investigación y desarrollo, teniendo que pasar la mayor parte de sus recursos para mantener producción en tiempo de guerra y satisfacer los pedidos. Esto era especialmente cierto en los primeros años de la guerra, cuando Curtiss-Wright tenía muchos de los contratos de aviación del gobierno, y producía tantos aviones como el resto de la industria combinada.[cita requerida] Esto dio a las otras compañías el tiempo para diseñar aviones más avanzados y adaptar lentamente sus líneas de producción. En ese momento, la tecnología aeronáutica avanzaba rápidamente, y un año o dos de atraso tecnológico hacían toda la diferencia. El último clavo en el ataúd fue la elección del Northrop F-89 Scorpion en lugar del XF-87 Blackhawk; después de la cancelación del F-87 el 10 de octubre de 1948, Curtiss-Wright cerró su División de Aviones y vendió los activos a North American Aviation.
Mientras que esto marcó la salida de Curtiss-Wright de su lugar de preeminencia en la industria de la aviación, un notable efecto indirecto envolvió al laboratorio de investigación del vuelo de Curtiss-Wright, fundado en 1943 cerca de la planta principal en el aeropuerto de Buffalo. Durante la cesión de la división de aviones, el laboratorio fue entregado a la Universidad de Cornell, junto con un regalo en efectivo para terminar la construcción de un túnel de viento transónico. Cornell Aeronautical Labs, o como es conocido ahora, "CAL", fue finalmente separado de la universidad y convertido en una compañía privada, Calspan Corporation, la cual ha sido responsable de muchas innovaciones en investigaciones de vuelo y seguridad. Para una compañía que no pudo sobrevivir por falta de investigación y desarrollo durante la Segunda Guerra Mundial, resulta irónico que la división de investigación de vuelo de Curtiss-Wright fue una de las pocas partes de un conglomerado de aviación, alguna vez enorme, que ha sobrevivido hasta nuestros días.

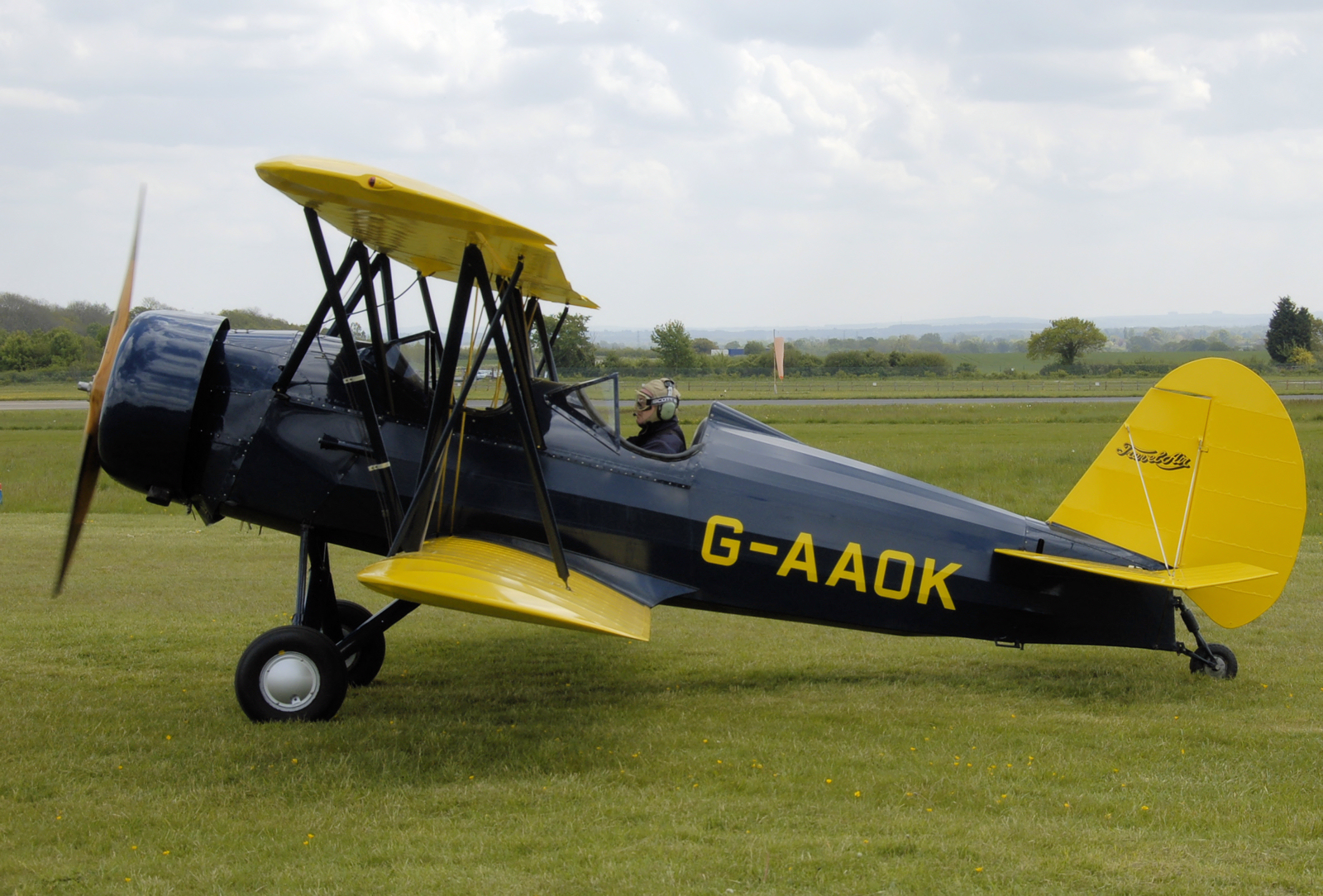
Curtiss-Wright Travel Air CW-12Q en el aeropuerto de Cotswold, Gloucestershire, Inglaterra.

Después que el gobierno encargo el desarrollo del motor de Whittle a GE, la compañía se concentró en la producción de motores alternativos y hélices para transportes militares y aviones de línea civiles. Al comenzar el ocaso de los grandes motores de aviación de pistón, Curtiss-Wright necesitaba inspirarse en nuevos diseños. Por un breve tiempo, Curtiss-Wright adquirió los derechos del motor rotatorio Wankel a NSU en 1958 como un posible motor aeronáutico, pero también como motor de automóvil, destinado al AMC Pacer. Para su mayor proyecto de innovación tecnológica, Curtiss-Wright se basó en gran medida en la dirección de diseño del ingeniero de NSU-Wankel Max Bentele. Las dificultades del diseño fueron enormes, y finalmente el proyecto Wankel fue abandonado.
En 1956, el fabricante de automóviles Studebaker-Packard Corporation entró en un acuerdo de gestión con Curtiss-Wright como un medio para que el quinto mayor fabricante de automóviles de Estados Unidos evitara entrar en insolvencia. La relación duró hasta 1959, momento en el que Curtiss-Wright se retiró del acuerdo.
La conversión de aviones civiles a reactores dejó a la compañía con muy poco de su antiguo negocio, y durante la década de 1960 paso a fabricar componentes para aviones y otros tipos de equipamientos, tales como para submarinos nucleares, un negocio que todavía estaba llevando a cabo en 2009.
Los ingresos de Curtiss-Wright bajaron de US$2.000 millones en 1945 a US$200 millones en 1980.[cita requerida]

## Productos

### Aviones
- Curtiss 18
- Curtiss-Wright Junior
- Curtiss T-32 Condor II
- Curtiss-Wright CW-5
- Travel Air 6000
- Curtiss-Wright CW-12
- Travel Air 4000
- Curtiss-Wright CW-15
- Travel Air 4000
- Curtiss-Wright CW-19
- Curtiss C-46 Commando
- Curtiss-Wright CW-21
- Curtiss-Wright CW-22
- Curtiss AT-9
- Curtiss P-36 Hawk
- Curtiss P-40 Warhawk/Tomahawk/Kittyhawk
- Curtiss XP-53
- XP-55 Ascender
- Curtiss P-60
- Curtiss XP-62
- Curtiss XP-71
- SB2C Helldiver
- SOC Seagull
- SO3C Seamew
- SC Seahawk
- Curtiss XF14C
- Curtiss XF15C
- C-76 Caravan
- XF-87 Blackhawk
- Curtiss-Wright X-19

### Hélices Curtiss Electric
Así como fabricaban motores, una serie de hélices comandadas eléctricamente de velocidad constante de tres y cuatro palas fueron producidas con el nombre de Curtiss Electric.